# Стела Давати

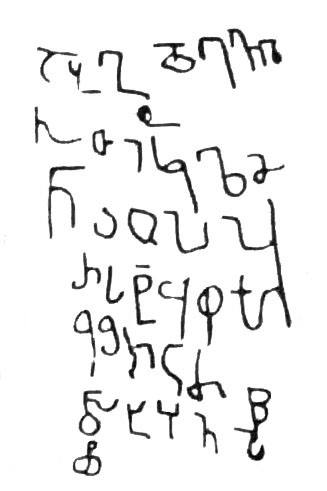
Стела Давати

Стела Давати (груз. დავათის სტელა) — найденный в Душетском муниципалитете, в селе Давати, Грузия, каменный барельеф. На барельефе изображение двух архангелов — Михаила и Гавриила, которые держат посередине пергамент с изображением древнего грузинского алфавита — Асомтаврули. Это первое изображение алфавита, которое дошло до наших дней. 
Согласно грузинскому ученому Г. Нарсидзе стела Давати датируется IV—VI веками н. э. На трёх буквах კ (К), ტ (Т), и ჭ (Ч) есть указание в виде знака. По мнению Р. Рамишвили это соответствует определённым числам. 5000, 300 и 20 то есть = 5320 (числа в древнегрузинских текстах обозначались буквами). Учитывая, что летоисчисление мира по Библии исчисляется от 5604 года до н. э., получаем 5604-5320=284 год до н. э. Согласно грузинским ученым именно 284 год до н. э. считается датой создания грузинского алфавита царём Фарнавазом.

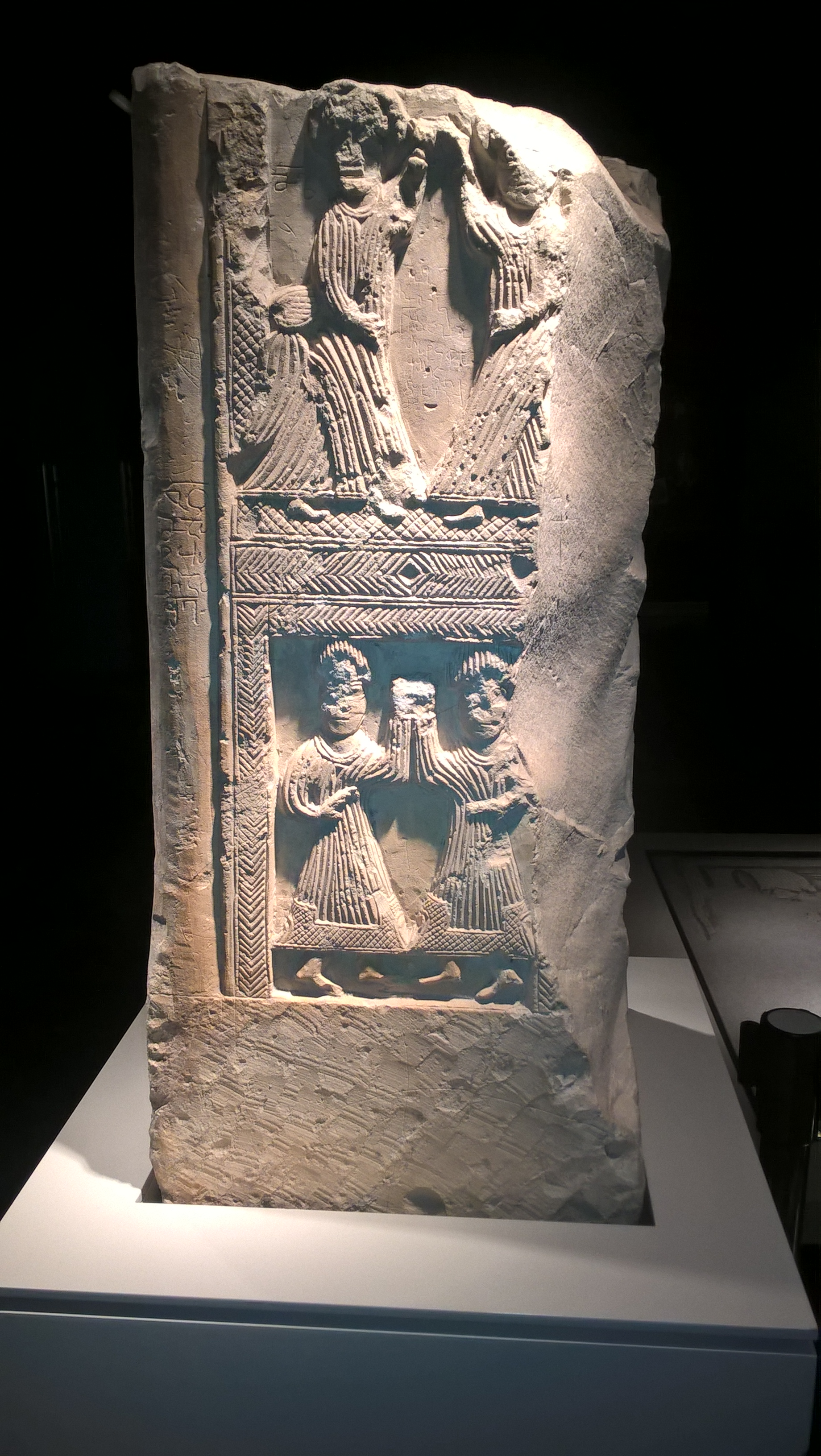
Стела Давати
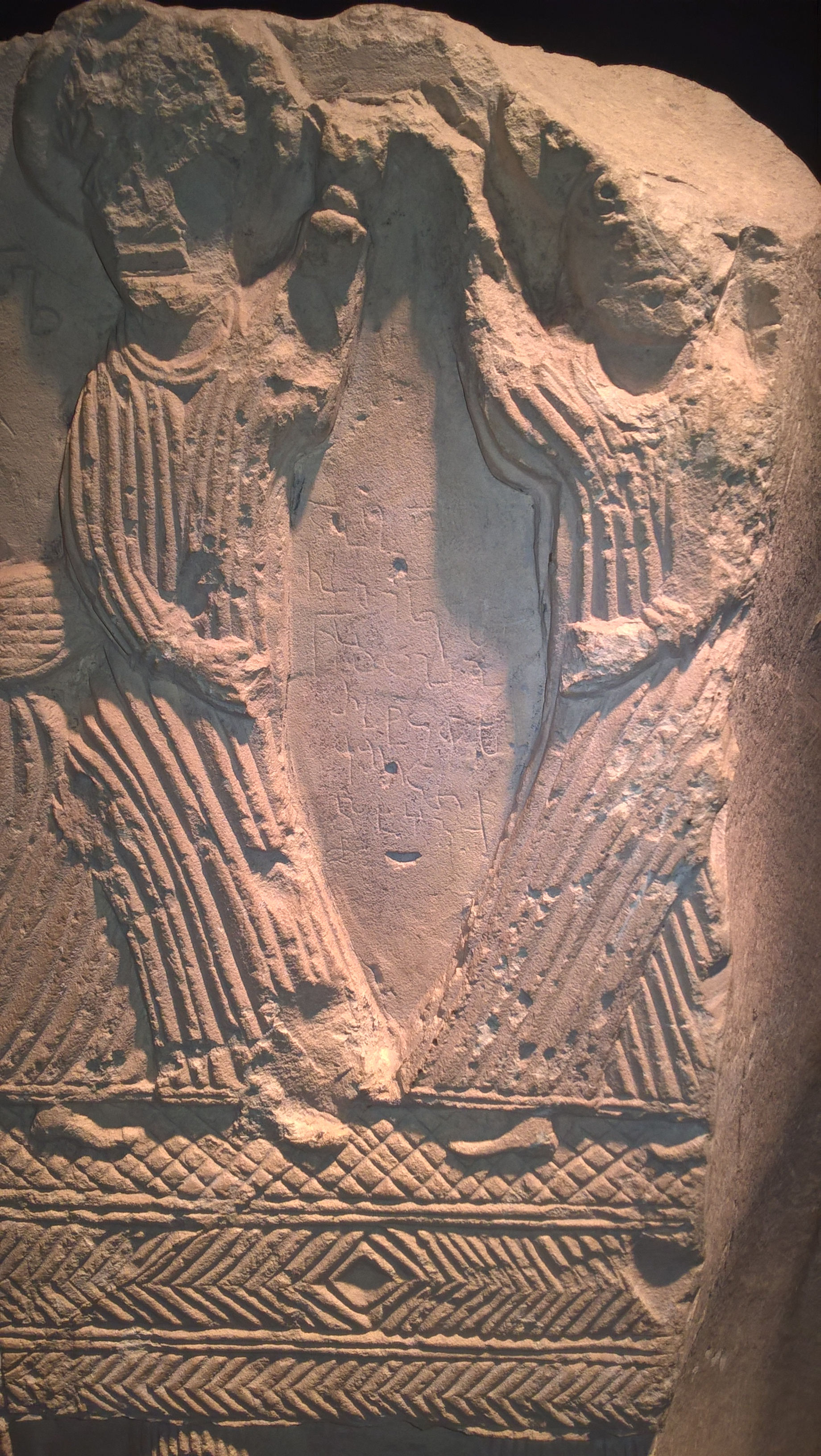
Стела Давати